# Łętowski

Łętowski

Łętowski II

Łętowski III

Łętowski IIIa

Łętowski (Landten, Landtow, Lantosch, Lantoske, Lantow, Ostrzew odmienny) – kaszubski herb szlachecki, według Przemysława Pragerta odmiana herbu Ostrzew.

## Opis herbu
Herb znany był w przynajmniej czterech wariantach. Opisy z wykorzystaniem zasad blazonowania, zaproponowanych przez Alfreda Znamierowskiego:
Łętowski I (Landten, Landtow, Lantosch, Lantoske, Lantow, Ostrzew odmienny): Na tarczy dwudzielnej w pas w polu górnym, srebrnym, pas błękitny, w polu dolnym, czerwonym, pół wilka czarnego z językiem czerwonym wyskakującego zza takiejż ostrzewi. Klejnot: nad hełmem w koronie trzy pióra strusie, srebrne, błękitne i czerwone. Labry z prawej błękitne, z lewej czerwone, podbite srebrem.
Łętowski II (Lantosch): W polu pas, zza którego pół wilka wspiętego. Klejnot: nad hełmem bez korony trzy pióra strusie. Labry nieznanej barwy.
Łętowski III (Lantosch, Lantow): W polu złotym ostrzew czarny z jednym sękiem z prawej i dwoma z lewej, za nim wilk biegnący szary. Klejnot: nad hełmem w koronie trzy liście lipy zielone na łodyżkach w wachlarz. Labry czarne, podbite złotem.
Łętowski IIIa (Lantow): W polu złotym u podstawy z lewej ostrzew naturalny w skos lewy, zza którego pół wilka wyskakującego, szarego. U szczytu ostrzewi gałąź bezlistna, rozgałęziająca się na trzy. Klejnot: nad hełmem bez korony trzy pióra strusie. Labry czarne, podbite srebrem.

## Najwcześniejsze wzmianki
Najwcześniejszym wystąpieniem tego herbu były dwa wizerunki na mapie Pomorza Lubinusa z 1618 (wariant podstawowy, jako Lantosche, wariant IIIa jako Lantowen). Wszystkie warianty wymienia Bagmihl (Pommershes Wappenbuch). Warianty I-III podawane są przez Nowego Siebmachera i Ostrowskiego (Księga herbowa rodów polskich). Ledebur (Adelslexikon der preussichen Monarchie von...) zna tylko wariant podstawowy.

## Rodzina Łętowskich
Istniały dwie rodziny tego nazwiska na Kaszubach. Pierwsza, używająca herbu Niezgoda, albo własnego, mieszkała w ziemi puckiej. Rodzina używająca herbu Łętowski mieszkała w ziemi lęborskiej. Nazwisko jej pochodzi od wsi Łętowo. Podejrzewa się, że rodzina ta wywodzi się z rodu rycerskiego Kunostowiczów, wówczas zwierzę w herbie byłoby nie wilkiem, ale raczej kuną, a herb herbem mówiącym. Kuny w herbie używała inna domniemana gałąź Kunostowiczów, Przebendowscy. Rodzina Kunostowiczów dzierżyła Łętowo w XIV wieku i przybrała od niego nazwisko von Lantow albo po prostu Lantosch, później także Łętowski. Nazwisko to, w formie Lantaski, wymieniane jest w 1523. Rodzina oprócz gniazdowej wsi posiadała też działy w miejscowościach: Świchowo, Zwartowo, Bożepole, gdzie uzyskiwali potwierdzenia lenn w latach 1547, 1575, 1608, 1618. Kolejne wzmianki o członkach rodu pochodzą z lat 1547 (Mikołaj Lantosz z synami Janem, Piotrem i Świętoszem), 1583 (Świętosz był wówczas ławnikiem sądu ziemskiego w Lęborku), 1555, 1583 (Asmus von Lantow), 1648 (Asmus Łentowski), 1658 (Asmus, Barthol Lantawen), 1682 (Peter, Asmus, Jacob von Lantosch), 1688 (Barthol Lantosch), 1715 (Christoph Lantosch). Ostatnim z rodu był Michael Ernst von Lantosch, który zmarł bezdzietnie w 1742. Podobnego do Łętowskich herbu używali Rybińscy, być może również oni pochodzą od Kunostowiczów, a przez to są spokrewnieni z Łętowskimi.

## Herbowni
Łętowski (Landten, Landtow, Lantosch, Lantoske, Lantow). Rodzinę niekiedy wymieniano z nazwiskiem podwójnym, Lantosch-Gonsiorowski, Pragert przypuszcza, że błędnie. Inne nazwisko podwójne, Lantosch-Kenstonowski, albo Konstonofski, będące być może reminescencją dawnego nazwiska Kunostowicz, jest bardziej prawdopodobne.
Łętowscy z ziemi puckiej używali herbu Niezgoda albo Łętowski IV.